# Polina Popova
Pour les articles homonymes, voir Popov.
Polina Alexeïevna Popova (en russe: Полина Алексеевна Попова), née le 1er juin 1995 à Iekaterinbourg dans l'Oural, est un mannequin russe couronnée Miss Russie 2017.
Elle poursuit actuellement des études à l'université d'État de Moscou dans le but de devenir journaliste. Elle parle couramment anglais et apprend le mandarin.